# Hermann von Görtz-Wrisberg
Wilhelm Otto Hans Hermann Graf von Schlitz genannt von Görtz und Wrisberg, üblicherweise der Einfachheit halber als Graf von Görtz-Wrisberg angesprochen, (* 5. April 1819 in Hannover; † 22. Februar 1889 in Braunschweig) war ein Jurist, Finanzfachmann, Politiker und braunschweigischer Staatsminister. In einer kritischen Phase des Herzogtums Braunschweig sicherte er als Vorsitzender des Regentschaftsrates die Eigenstaatlichkeit Braunschweigs.

## Jugend, Herkunft und Ausbildung

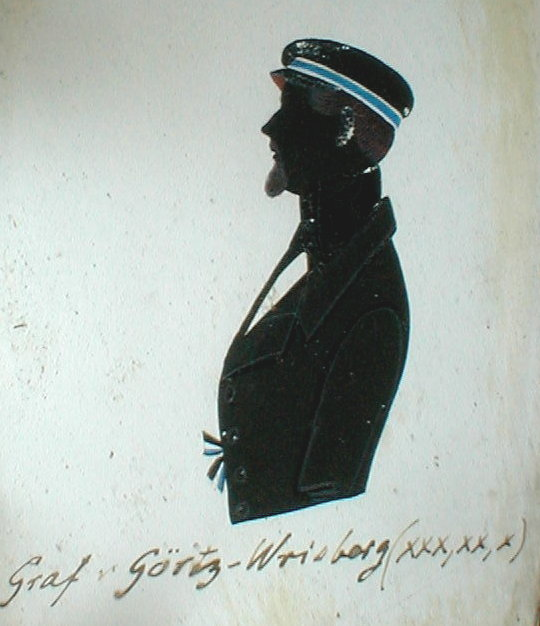
Hermann v. Görtz-Wrisberg als Göttinger Student um 1840

Graf von Görtz-Wrisberg stammte aus dem in Brunkensen bei Alfeld ansässigen Zweig der hessischen Familie der Grafen von Schlitz genannt von Görtz. Sein Vater war der bayerische Kammerherr und Erbherr auf Brunkensen und Brüninghausen Graf Moritz von Schlitz genannt von Görtz-Wrisberg. Seine Mutter war Gräfin Luise Eugenie von Görtz-Wrisberg, geb. von Staff. Die Ehe wurde bereits im Jahre 1821 geschieden. Die Mutter bekam im Jahre 1830 als Parteigängerin des vertriebenen Braunschweiger Herzogs Karl II. politische Schwierigkeiten, wurde aus dem Herzogtum Braunschweig ausgewiesen und im April 1832 wegen Hochverrats verhaftet. Das herzogliche Landesgericht verurteilte sie nicht, die Staatspolizei hielt sie dennoch längere Zeit in Haft. Sie verstarb am 17. Mai 1847 im Exil in Rjasan in Russland.
Hermann Graf von Görtz-Wrisberg besuchte ab 1829 in Braunschweig das Gymnasium Martino-Katharineum und das Collegium Carolinum, den Vorläufer der heutigen Technischen Universität Braunschweig. Von 1839 bis 1841 studierte er Rechtswissenschaften, zuerst in Jena, danach in Göttingen, wo er sich dem Corps Brunsviga anschloss. Am 19. März 1842 bestand er in Wolfenbüttel die erste juristische Prüfung.

## Familie
Er heiratete am 19. September 1847 Helene von Meyer (* 17. Oktober 1824; † 4. September 1863). Das Paar hatte mehrere Kinder:
- Auguste Emilie Emma Irmgard (* 19. Juli 1848; † 2. Mai 1900) ⚭ 1870 Freiherr Erich von Löhneysen (* 8. Februar 1848; † 6. Dezember 1906)
- Friederike Mathilde (* 31. Januar 1850; † 5. Mai 1933) ⚭ 1877 Friedrich Westermann (* 11. Februar 1840; † 4. Februar 1907)
- Adolphine Helene Minna Ida (* 18. März 1851; † 20. Februar 1876) ⚭ 31. März 1875 Ernst Dommes

Nach dem Tod seiner ersten Frau heiratete er am 26. Oktober 1864 Anna von Meyer (* 17. August 1837; † 12. Juli 1865) und nach ihrem Tod am 12. März 1885 Marie Schmidt (* 16. September 1837).

## Karriere in der Verwaltung und in der Politik
Nach seinem Studium trat er in den braunschweigischen Staatsdienst ein und arbeitete die folgenden Jahre als Auditor bei den Kreisgerichten in Braunschweig und Wolfenbüttel sowie beim Amt Seesen. Hier erwarb er sich eine Rettungsmedaille, weil er einen jungen Mann unter eigener Lebensgefahr vor dem Ertrinken gerettet hatte. Am 29. Mai 1847 bestand er die zweite juristische Prüfung.
Am 1. Juni 1847 erhielt er eine Anstellung als Stabs- und Garnisonsauditeur und begleitete in dieser Position die braunschweigischen Truppen in den Jahren 1848/1849 nach Schleswig-Holstein. Im Jahre 1873 erreichte er in der Finanzverwaltung den Titel „Geheimer Finanzrat“. Mitglied des Braunschweigischen Landtages („Landesversammlung“) war er von 1866 bis 1876, musste das Mandat aber aufgeben, da er in diesem Jahre Mitglied des Staatsministeriums wurde, also der Regierung (Exekutive). Hier war er hauptsächlich mit den Ressorts Finanzen und Außenpolitik beschäftigt. Vorsitzender des Staatsministeriums mit dem Titel „Staatsminister“, also Regierungschef, wurde er im Jahre 1883.

## Politische Bedeutung
Nach dem Tode des erbenlosen Herzog Wilhelms im Jahre 1884 entstand eine kritische Situation für das Herzogtum. Der rechtmäßige welfische Thronprätendent wäre Herzog Ernst August von Cumberland aus der hannoverschen Linie der Dynastie gewesen. Die Welfen befanden sich aber nach der Niederlage im Deutschen Krieg von 1866 im Exil in Gmunden in Österreich. Das Königreich Hannover war von Preußen als Provinz annektiert. Die ehemalige Königsfamilie lag mit Bismarck und dem Kaiser aus dem Hause der Hohenzollern im unversöhnlichen Streit. Eine rechtmäßige Nachfolge war also realpolitisch nicht durchsetzbar.
Von welfischen Parteigängern heftig angegriffen, setzte Graf von Görtz-Wrisberg als Vorsitzender des Regentschaftsrates durch, dass das Herzogtum Braunschweig ab dem Jahre 1885 von Prinz Albrecht von Preußen, einem Neffen von Kaiser Wilhelm I., als Regent regiert wurde. Die Wahl wurde am 21. Oktober 1885 entschieden und am 24. Oktober 1885 vom Prinzen angenommen. Am 2. November 1885 konnte das Regentenpaar in Braunschweig einziehen.
Die Zeit der Regentschaft dauerte über den Tod des Grafen von Görtz-Wrisberg hinaus. Der zweite Regent war Herzog Johann Albrecht zu Mecklenburg, der das Herzogtum so lange regierte, bis sich im Jahre 1913 die Versöhnung der Hohenzollern mit den Welfen abzeichnete und der letzte Herzog aus dem Hause der Welfen, Ernst August, den Thron in Braunschweig besteigen konnte.
Historiker bewerten heute die Leistung des Grafen von Görtz-Wrisberg dahingehend, dass durch seine pragmatische Politik die Eigenstaatlichkeit Braunschweigs als Land innerhalb des Deutschen Reiches erhalten werden konnte. Das galt auch noch nach dem Ende der Monarchie im Jahre 1918. Der Freistaat Braunschweig ging erst im Jahre 1947 im Land Niedersachsen auf. Es ist anzunehmen, dass eine allzu legitimistische Politik im Jahre 1885, also das Festhalten an der welfischen Thronfolge, eine Annexion Braunschweigs durch Preußen zur Folge gehabt hätte, wie es mit dem welfischen Königreich Hannover im Jahre 1866 geschehen war.